# Mjuknäva

Vana

Mjuknäva (Geranium molle) är en växtart i familjen näveväxter och förekommer naturligt från Europa till Azorerna, Madeira, Kanarieöarna, Nordafrika, samt sydvästra och centrala Asien.
Mjuknäva är en liten, ettårig, välforgrenad ört som blir upp till 30 cm hög. Stjälkarna är körtelhåriga och men långa mjuka hår som är längre än stjälkens diameter. Bladen har långa skaft med rundad, ganska grunt flikig bladskiva med 5-7 trubbiga flikar. Blommorna är relativt små och har utbredda, långhåriga foderblad och lilarosa, grunt urnupna kronblad. Delfrukterna är brett ovala, vanligen kala, ibland tätt håriga vid basen och ibland med rynkiga tväråsar. Mjuknäva blommar från maj till september i Sverige.

## Varieteter
Två varieteter kan urskiljas:
- var. molle - har helt kala delfrukter med rynkiga tväråsar.
- var. aequate - har delfrukter som är tätt håriga vid basen och saknar rynkiga tväråsar. Ibland erkänns denna varietet som egen art. Den förekommer i västra Europa, från Danmark till Tyskland, Frankrike och Brittiska öarna.

## Synonymer
var molle
Geranium argenteum Lucé
Geranium lucanum Gasp. ex Nyman
Geranium malvifolium Schleich. nom. illeg.
Geranium molle var. grandiflorum Willk.
Geranium pusillum L.
Geranium stipulare Kunze
Geranium villosum Ten. nom. illeg.
var. aequale Bab.
Geranium aequale (Bab.) Aedo